# 藤崎眞樹
藤崎 眞樹（ふじさき まさき、1995年1月18日 - ）は、日本のラグビー選手。

## プロフィール
- 大阪府出身[2]。
- ポジションはウィング(WTB)、センター(CTB)。
- 身長 175cm、体重 85kg

## 略歴
2013年、大阪産大附属高校卒業後、東海大学に入る。
2017年、東海大学卒業後、Honda Heat(現・三重ホンダヒート)に加入。同年9月24日に行われたジャパンラグビートップチャレンジリーグ中国電力レッドレグリオンズ戦にて途中出場で公式戦初出場を果たす。
2022年、三重ホンダヒートを退団した。